# Rennrodel-Weltmeisterschaften 1967
Die 11. Rennrodel-Weltmeisterschaften 1967 fanden am 18. und 19. Februar 1967 in Hammarstrand in Schweden statt.

## Einsitzer der Frauen
| Platz | Land       | Sportlerin             | Zeit    |
| ----- | ---------- | ---------------------- | ------- |
| 1     | DDR        | Ortrun Enderlein       | 3:24,30 |
| 2     | DDR        | Petra Tierlich         | 3:25,69 |
| 3     | Österreich | Helene Thurner         | 3:26,00 |
| 4     | DDR        | Ilse Vorsprach-Geisler | 3:26.15 |
| 5     | BRD        | Christa Schmuck        | 3:26,17 |
| 6     | DDR        | Angela Knösel          | 3:27,69 |
| 7     | Italien    | Erica Lechner          | 3:28,08 |
| 8     | BRD        | Angelika Dünhaupt      | 3:28,47 |
| 9     | Polen      | Anna Mąka              | 3:28,55 |
| 10    | DDR        | Anna-Maria Müller      | 3:28,83 |

Weitere Reihenfolge
| Platz | Sportlerin               | Land |
| ----- | ------------------------ | ---- |
| 11    | Marlies Renoth           | FRG  |
| 12    | Adelheid Kraus           | GDR  |
| 13    | Ute Gähler               | FRG  |
| 14    | Elfriede Wäger           | AUT  |
| 15    | Christine Pabst          | ITA  |
| 16    | Anelies Voborilova       | CSK  |
| 17    | Erika Prugger            | ITA  |
| 18    | Ruth Oberhöller          | AUT  |
| 19    | Christa Matthias         | FRG  |
| 20    | Helena Macher            | POL  |
| 21    | Cordula Kriegelsteiner   | AUT  |
| 22    | Gisela Strohmeier        | FRG  |
| 23    | Marlene Korthals         | AUT  |
| 24    | Berit Salomonsson        | SWE  |
| 25    | Trudi Egli               | CHE  |
| 26    | Vivi Eidsvig             | NOR  |
| 27    | Anna Źróbik              | POL  |
| 28    | Linda Crutchfield-Bocock | CAN  |
| 29    | Inger Werner Hansen      | NOR  |
| 30    | Antonina Gorgon          | POL  |

## Einsitzer der Männer
| Platz | Land       | Sportler          | Zeit    |
| ----- | ---------- | ----------------- | ------- |
| 1     | DDR        | Thomas Köhler     | 3:52,75 |
| 2     | DDR        | Klaus Bonsack     | 3:53.53 |
| 3     | Österreich | Josef Feistmantl  | 3:54,26 |
| 4     | DDR        | Wolfgang Scheidel | 3:54,29 |
| 5     | Polen      | Jerzy Wojnar      | 3:54,32 |
| 6     | DDR        | Michael Köhler    | 3:55,49 |
| 7     | Österreich | Manfred Schmid    | 3:55.77 |
| 8     | DDR        | Albert Bienert    | 3:56.54 |
| 9     | Polen      | Tadeusz Radwan    | 3:56,64 |
| 10    | DDR        | Reinhard Bredow   | 3:56,96 |

Weitere Reihenfolge
| Platz | Sportler              | Land |
| ----- | --------------------- | ---- |
| 11    | Lucjan Kudzia         | POL  |
| 12    | Oswald Haller         | AUT  |
| 13    | Werner Koch           | FRG  |
| 14    | Klaus Halbauer        | GDR  |
| 15    | Jan Nilsson           | SWE  |
| 16    | Zbigniew Gawior       | POL  |
| 17    | Karl Prinoth          | ITA  |
| 18    | Wolfgang Winkler      | FRG  |
| 19    | Hans Plenk            | FRG  |
| 20    | Helmut Thaler         | AUT  |
| 21    | Jan Hamřík            | CSK  |
| 22    | Jan Axel Strøm        | NOR  |
| 23    | Romuald Zukowski      | POL  |
| 24    | Ryszard Gawior        | POL  |
| 25    | Siegfried Mair        | ITA  |
| 26    | Otto Stufflesser      | ITA  |
| 27    | Hans Graber           | ITA  |
| 28    | Rolf Greger Strøm     | NOR  |
| 29    | Peter Kretauer        | AUT  |
| 30    | Roland Urban          | CSK  |
| 31    | Pelle Helander        | SWE  |
| 32    | Erich Graber          | ITA  |
| 33    | Reinhold Senn         | AUT  |
| 34    | Ernst Mair            | ITA  |
| 35    | Hermann Knüppel       | FRG  |
| 36    | Karl Hofer            | ITA  |
| 37    | Johan Christian Strøm | NOR  |
| 38    | Manfred Stengl        | AUT  |
| 39    | Josef Matlak          | POL  |
| 40    | Ulrich Jucker         | CHE  |
| 41    | Svein Schei           | NOR  |
| 42    | Emil Egli             | CHE  |
| 43    | Knut Sørås            | NOR  |
| 44    | Emil Lechner          | ITA  |
| 45    | Peter Funke           | SWE  |
| 46    | Cato Haakonsen        | NOR  |
| 47    | Ivar Bjare            | SWE  |
| 48    | Ewald Walch           | AUT  |
| 49    | Georges Tresallet     | FRA  |
| 50    | Birger Hoff           | SWR  |
| 51    | Roger Eddy            | CAN  |
| 52    | Larry Arbuthnot       | CAN  |
| 53    | Josef Nägele          | LIE  |
| 54    | Hans Nägele           | LIE  |
| 55    | Richard Alexander     | USA  |
| 56    | Jiří Hujer            | CSK  |
| 57    | Franz Schädler        | LIE  |
| 58    | John Welsh            | CAN  |
| 59    | Christopher Roholt    | USA  |
| 60    | Purvis McDougall      | CAN  |
| 61    | Jack Elder            | USA  |
| 62    | Krimpton Sommer       | USA  |
| 63    | Julius Schädler       | LIE  |

## Doppelsitzer der Männer
| Platz | Land       | Sportler                        | Zeit    |
| ----- | ---------- | ------------------------------- | ------- |
| 1     | DDR        | Klaus Bonsack Thomas Köhler     | 1:39,45 |
| 2     | Österreich | Manfred Schmid Ewald Walch      | 1:39,54 |
| 3     | Italien    | Siegfried Mair Ernesto Mair     | 1:40,43 |
| 4     | Polen      | Ryszard Gawior Zbigniew Gawior  | 1:40,59 |
| 5     | DDR        | Wolfram Scheidel Michael Köhler | 1:40,85 |
| 6     | Österreich | Josef Feistmantl Wilhelm Biechl | 1:41.06 |
| 7     | Italien    | Giovanni Graber Enrico Graber   | 1:41,16 |
| 8     | DDR        | Klaus Halbauer Albert Bienert   | 1:41,16 |
| 9     | Polen      | Romuald Żukowski Janusz Darasz  | 1:41,19 |
| 10    | Österreich | Anton Venier Peter Kretauer     | 1:42,17 |

Weitere Reihenfolge
| Platz | Sportler                                | Land |
| ----- | --------------------------------------- | ---- |
| 11    | Józef Matlak, Tadeusz Radwan            | POL  |
| 12    | Rolf Greger Strøm, Johan Cristian Strøm | NOR  |
| 13    | Hans Plenk, Josef Hasenknopf            | FRG  |
| 14    | Karl Psenner, Karl Prinoth              | ITA  |
| 15    | Leonhard Eham, Martin Köck              | FRG  |
| 16    | Albert Ertelt, Manfred Ertelt           | FRG  |
| 17    | Bo Lindberg, Ivar Bjare                 | SWE  |
| 18    | Karl Hofer, Erich Feichter              | ITA  |
| 19    | Jan-Axel Strøm, Svein Schei             | NOR  |
| 20    | Richard Alexander, Harold Elder         | USA  |
| 21    | Christopher Roholt, Krimpton Sommer     | USA  |
| 22    | Purvis McDougall, Roger Eddy            | CAN  |
| 23    | Paul Beaudoin, Georges Tresallet        | FRA  |

## Medaillenspiegel
| Platz | Land                            | Gold | Silber | Bronze | Gesamt |
| ----- | ------------------------------- | ---- | ------ | ------ | ------ |
| 1     | Deutsche Demokratische Republik | 3    | 2      | 0      | 5      |
| 2     | Österreich                      | 0    | 1      | 2      | 3      |
| 3     | Italien                         | 0    | 0      | 1      | 1      |